# I'm the Greatest (chanson)
Composée en décembre 1970 par l'ex-Beatle John Lennon pour Ringo, I'm the Greatest est une chanson publiée en 1973 sur l'album Ringo, le troisième album solo de Ringo Starr après la séparation des Beatles. 

## Historique
I'm the Greatest, est le résultat d'une vision ironique que Lennon avait de son expérience comme Beatle.
Les séances d'enregistrement ont eu lieu à Los Angeles en mars 1973 durant un moment d'apaisement des tensions entre les ex-membres des Beatles causées par la rupture des liens entre Lennon, Starr et Harrison et leur agent, Allen Klein. À la suite de l'annonce de la direction de l'album par Richard Perry, il y a eu des spéculations sur la reformation des Beatles. La présence sur l'enregistrement du bassiste Klaus Voormann et du claviériste Billy Preston ont constitué une équipe surnommée the Ladders par le presse à partir de 1971.
Première chanson de l'album Ringo, I'm the Greatest figura sur les compilations de Ringo Starr : Blast from Your Past (1975) et Photograph (2007). Accompagné de son All-Starr Band, Ringo Starr reprit la chanson en concert et l'incorpora au deuxième album du groupe, Live from Montreux (1993), comme morceau d'ouverture. Une version en a été enregistrée avec John Lennon au chant et figure dans le coffret John Lennon Anthology paru en 1998. Cet enregistrement est aussi inclus dans la compilation The Songs Lennon and McCartney Gave Away, parue en 1979, qui regroupait des compositions de Lennon ou McCartney qui n'ont jamais été publiées par les Beatles. C'est la seule piste de cet album qui a été écrite et enregistrée après la séparation du groupe.
Cette chanson marque la première occasion où plus de deux ex-Beatles (en l'occurrence John, George et Ringo) jouent sur un même enregistrement depuis la séparation des Fab Four en 1970. Après la mort de John Lennon, en 1980, Paul, George et Ringo n'enregistreront ensemble qu'à trois reprises. D'abord en mai 1981 sur la chanson All Those Years Ago, parue sur l'album Somewhere in England de George, une chanson hommage à John Lennon. Ensuite en 1995, à deux reprises, pour finaliser les bandes de deux démos de leurs collègue, datant du milieu des années 1970 : Free as a Bird et Real Love. Le résultat paraîtra sur les albums Anthology 1 (1995) et Anthology 2 (1996) compilant des inédits et versions alternatives des Beatles.